# 錫克河 (韋勒河支流)
52°2′24″N 8°43′57″E / 52.04000°N 8.73250°E
錫克河（德語：Siekbach），是德國的河流，位於該國西部，處於北萊茵-威斯特法倫州，屬於韋勒河的左支流，河道全長4.6公里，流域面積3.4平方公里。